# Karl Kälin
Karl Kälin o Carl Kälin (Einsiedeln, 5 de mayo de 1870-Basilea, 1 de enero de 1950) fue un sacerdote jesuita, traductor y escritor suizo.

## Biografía
Su padre era el escritor Eduard Kälin.
Se ordenó sacerdote en 1901 y sirvió en varias localidades de Suiza. Fue también redactor de la publicación Die katholischen Missionen.

## Obra
- In den Zelten des Mahdi, 1904
- Der Sieger aus Futuna, 1926